# Veronica Dunne
Veronica Louise Dunne plus connu sous le nom Veronica Dunne est une actrice américaine née le 2 mars 1995 à Malibu en Californie aux États-Unis. Elle est connue pour jouer le rôle de Marisa Miller dans la série télévisée américaine Agent K.C..

## Vie et carrière

### Jeunesse
Dunne est née le 2 mars 1995 à Malibu en Californie. Elle a obtenu son premier rôle dans une pièce de théâtre Cendrillon dont elle joue le rôle principal.

### Carrière
En 2015, elle obtient le rôle de Marisa Miller dans la série télévisée américaine Agent K.C. aux côtés de Zendaya Coleman.

## Filmographie

### Cinéma
| Année | Titre                       | Rôle         |
| ----- | --------------------------- | ------------ |
| 2009  | Locker Love (court métrage) | Sarah Mayers |
| 2011  | The Couch (court métrage)   | Rachel       |
| 2013  | Our Wild Hearts             | Zoe          |

### Télévision
| Année       | Titre                               | Rôle          |
| ----------- | ----------------------------------- | ------------- |
| 2008        | According to Jim                    | Lauren        |
| 2009        | La Vie de croisière de Zack et Cody | Tiffany       |
| 2014        | Tatami Academy                      | Taylor        |
| 2015 - 2018 | Agent K.C.                          | Marisa Miller |